# Meseterápia
A meseterápia a művészetterápia, s azon belül a biblioterápia egyik ága. A művészetterápia a különféle művészeti ágakat használja terápiás módszerként. Tágabb értelemben a biblioterápia a személyes problémák megoldásának segítését jelenti irányított olvasással. 

## A mesék eredete, jellemzői
Elmondhatjuk, hogy a mese egyidős az emberiséggel, az egyes történelmi korszakok tükröződnek benne. Boldizsár Ildikó vezető magyar folklór tudós, a magyar népmesékkel foglalkozott, és azok motívumait a samanisztikus őshagyományra vezeti vissza, mivel a magyar ősvallás tartalmazott samanisztikus elemeket. A meséket sokáig felnőtteknek szóló irodalomként tartották számon, gyermekműfajnak a felvilágosodás korától tekinthető.  
A mese műfaja: 
- a jövőre irányuló szövegtípus
- azt sugallja, hogy a gyermeknek meg kell szüntetnie függőségi vágyait, szeparációs szorongását, és le kell válnia szüleiről ahhoz, hogy önálló, független életet tudjon kialakítani, tartós kapcsolatokat tudjon létrehozni másokkal
- megtestesíti a gyermek lelkivilágát, segít szétválasztani az érzéseit
- választ ad a gyermeket foglalkoztató kérdésekre, kielégíti a lelki szükségleteit, szellemi, lelki, érzelmi gazdagodáshoz juttatja őt
- a gyermek megtanulja általa, hogy minden érzése a személyisége része, és ezek irányíthatóak, kezelhetőek
- kifejezi a fejlődésünk szempontjából fontos érzelmeket, s ezáltal segít megteremteni és megtartani a lelki egyensúlyt
- félelmeinket a kudarctól, haláltól és megpróbáltatásokról komolyan veszi, és érti azt is, hogy számunkra fontos a szeretet, a kötődés, az hogy tartozzunk valahova, valakihez

A legtöbb mese hasonló felépítésű, a benne szereplő próbatételek valójában az élet feladatairól, próbáiról szólnak, és megjelennek a személyiségfejlődés állomásai is. Azért tudunk olyan könnyen azonosulni vele, mert szimbolikus formában megtalálhatóak benne a lelkünkben felmerülő konfliktusok, az életkori krízisek, a szülőkről való leválás, a párválasztás próbatételei, a kapcsolatok megpróbáltatásai. A mi dolgunk csupán az, hogy megfejtsük, észrevegyük ezeket a szimbólumokat, így tudjuk a mese mondanivalóját saját életünkre vonatkoztatni. A mese a maga mágikus, irracionális módján felkészít bennünket a felnőtt létre, a döntésekre. Nem ígér nekünk problémamentes életet, de reményt ad ahhoz, hogy még a legesendőbbek is boldogulhatnak, ha mozgósítják adottságaikat, és nem hátrálnak meg a megpróbáltatások, akadályok elől. A mesék jól bevett filozófiájaként a jó győz, és a rossz elnyeri méltó büntetését, így annak a gyermeknek, aki gyakran hallgat mesét, a rossz veresége csökkenti tudattalan félelmeit. A mesék optimista életszemléletet közvetítenek, példázzák azt, hogy a nehézségek csupán átmenetiek, érdemes küzdeni, kitartani, bizakodni, nem szabad feladni, ha nehézségeink vannak, hanem bátran szálljunk szembe az akadályokkal, és ne problémaként, hanem megoldandó feladatként tekintsünk az akadályokra. 

## Mesék használata a gyógyításban
A mesével való gyógyítás már a hagyományos hindu orvoslásban is megjelent, a lelki zavarokat gyógyították vele. Ennek során a betegnek egy olyan mesét adtak, amelyben felfedezhetőek voltak az ő problémái, az övéhez hasonló belső folyamatokról, érzelmekről szólt, s ezáltal megtalálhatta a szenvedése okát, és a megoldást is. Clarissa Pinkola Estes amerikai költő, egyben jungi analitikus, az egyik legismertebb meseterapeuta nemzetközi szinten. Pszichoterápiás gyakorlatában használta a meséket, mivel azok a népi lélekgyógyászat részei voltak, még mielőtt a terápiák intézményesen megjelentek volna.   
Nossrat Peseschkian német pszichoterapeuta a keleti történeteket használta fel gyakorlatában. Ezek a történetek a keleti országokban lelki támaszt nyújtanak, és amellett, hogy szórakoztatnak, gyógyító hatásuk is van. Verena Kast svájci pszichoterapeuta is foglalkozott mesékkel. Úgy gondolta, hogy a mesékben megjelenő képek sosem egyértelműek, hanem többféleképp is értelmezhetők. Emiatt az egész mesét is többféle módon értelmezhetjük, az adott lelki szükségletnek megfelelően, hiszen azt látjuk meg benne, amit a lelkünkben hordozunk. Pont ezért olvashatjuk sok helyen a mesemondásnak azt az alapvető szabályát, hogy a meséket nem szabad értelmezni, magyarázni, hiszen ekkor pont a lényeg veszne el. Hagyni kell, hogy kifejtse hatását, és mindenki magának értelmezze azt. 
A mesék gyógyító hatását már többen, többféleképp is megfogalmazták. Bruno Bettelheim szerint azért van gyógyító ereje a mesének, mert a hallgató a történetet magára vonatkoztatja, ezáltal megtalálja a belső konfliktusaira, problémáira a megoldást. Boldizsár Ildikó szerint minden élethelyzetnek megvan a maga mesebeli párja, ezáltal fejti ki egy-egy történet a gyógyító hatását. Elképzelése hasonló Bettelheiméhez, a problémákra szerinte is a hős által bejárt út segítségével lehet megoldást találni.  

## Meseterápia Magyarországon
Dr. Antalfai Márta klinikai szakpszichológus hozta létre a Kincskereső Meseterápiás Módszert 1998-ban, amely a jungi analitikus pszichológiára épül. A mese, mítosz, monda elsősorban a személyiségfejlődés megközelítéséből kerül elemzésre. Kutatási eredményei arra hívják fel a figyelmet, hogy a mesékben olyan lélektani törvényszerűségek rejlenek, amelyek a pszichológia és a pedagógia tudományát is gazdagíthatják. Hét év kutatás után írta meg A női lélek útja mondákban és mesékben című könyvet, amely a női személyiségfejlődés állomásait követi végig a mesék tükrében. Boldizsár Ildikó fejlesztette ki a Metamorphoses Meseterápiás Módszert, ami Magyarországon az egyik legelterjedtebb meseterápiává vált. Az ősi nép bölcsességet párosította a mesék tartós formájával, és az így létrejövő műfaj már nem csak szórakozásként szolgál, hanem rituális jelentést biztosít a generációk közötti átjárásnak is. Boldizsár nézetében a népmesék és tündérmesék fő vezérfonala és cselekménye a való életben meglevő dilemmákat jeleníti meg. Segítenek lecsillapítani a küzdelmeket, rendezni az egyensúlyt, felfedve a lehetséges taktikákat a harmonikus viszonyuláshoz. Boldizsár meseterápiája állítólag empirikus bizonyítékokon alapul, amit azokról a gyógyító mesemondó ülésekről szerzett, amit a gyerekek kórházában adott. Interdiszciplináris módszere – ami kombinálja a néphagyományt, a filozófiát, a pszichológiát, a történelmet, esztétikát, az irodalomelméletet és vallási tanulmányokat – alkalmazható minden korcsoportban pszichoterápiás, regeneratív és prevenciós célokra egyaránt.  
Terápiája kiindulópontja, hogy szerinte a mesélésnek nem csak kapcsolatépítő és személyiségfejlesztő szerepe van, hanem problémamegoldó és gyógyító funkciója is. Módszere a meseterápia irodalmi és pszichológiai megközelítését ötvözi, amely az elsajátítása után öngyógyító technikaként is gyakorolható. 
Boldizsár az általa kifejlesztett meseterápiát más folkloristákra alapozza, többek között a már említett Nossrat Peseschkianéra, és az orosz Vlagyimir Jakovlevics Proppra. Proppot abban követi, hogy hozzá hasonlóan a saját kultúrája történeteit, a magyar népmeséket részesíti előnyben. Ezért kapnak több szerepet nála a magyar folkloristák, mint Berze Nagy János és Pócs Éva. 
A terápiában jelentős a pszichoanalízis (Boldizsár Jungot és Marie-Louise von Franzot preferálja), mivel a mese a tudattalanba tett utazásnak tekinthető, ahol a szimbólumoknak fontos szerepük van. Boldizsár úgy gondolja, nem az a lényeges, hogy kivel azonosul a páciens a szereplők közül, hanem az, hogy a történet mely állomásán látja magát. Az a gyakorlat is sokszor segíthet az előrejutásban, amelyben a páciens nem a főhős, hanem egy másik szereplő szemszögéből vizsgálja a világot. Mivel a mese utazás a tudatalattiba, így minden szereplő a tudatunk része, ezért segítséget csak magunktól várhatunk.
A leírtaktól részben eltérő Juhász László mesepszichológus véleménye, aki 2003 óta foglalkozik a nép- és műmesék szövegeinek lélektani elemzésével, szabályszerűségeinek feltárásával. 2005 óta folyamatosan fejleszti, oktatja az általa kidolgozott  Mesehős mese-, személyiségdiagnosztikai és meseterápiás módszert. Szakmai, kutatási eredményeinek egy részét azóta, 20 éven keresztül kisebb megszakításokkal az egyik hazai egyetemen, akkreditált, BA szinten is tanította. Szerinte a  mesék tágabb értelemben speciális formai, tartalmi jellemzőkkel rendelkező történetek, azaz narratívák. Ezek lehetnek natív, élő szóbeli közléseken alapulók pl. mesemondás, történet mesélés, a nép ajkán történő prózai hagyományozás vagy adathordozókon való rögzített tartalmak pl. írott szövegek. Felhasználásukban ezen narratívák valamilyen célú használata a meghatározó, és nem megjelenésük, létezésük bármely formája. Szerinte a narratíváknak, a nép- és műmesékre szűkítve többféle célja, alkalmazási módja lehetséges, amelyet hat fő funkcióban határozott meg, népi-, nemzeti identitástudat kialakítása, megőrzése, fejlesztése, szórakoztatás, tanítás, fejlesztés, gyógyítás, vágyak és szükségletek szabályozása. A népmesék az archetípusok megjelenési formái. A mesék lelki és egyéb, konkrétan meghatározható folyamatainak, tartalmainak kutatása, diagnosztikai és a felsorolt fő funkcióknak megfelelő célú alkalmazási gyakorlata a narratív pszichológia részeként határozható meg.

## A meseterápia alkalmazhatósága
A mesélés és a meseterápia elsősorban mint prevenció, a betegségek és mentális zavarok kialakulásának megelőzésére szolgál, valamint a problémáink megoldásához vezető útmutatóként működik, segít a közösségek építésében és az önmegismerésben is, ahogyan a mesék már évszázadok óta teszik. 
Gyermekeknél azért alkalmazható ez a terápiás típus, mert gondolkodásuk még éretlen, kevés az ismeretük, az érzelmek vezérlik a gondolataikat, és a tapasztalatok alapján tájékozódnak. Számukra csak az a fontos a világból, amiről tudnak, vagy ami magával ragadja őket. Mesehallgatás során gazdagodik a gyermek fantáziája és szókincse, és ha beleéli magát a hősök szerepébe, akkor még a tudattalan feszültségeit is oldhatja. 
A megfelelő mese kiválasztásához figyelembe kell venni a gyermek érdeklődését, fejlődési és érési sajátosságait. Sokak szerint a népmese műfaja jól megfelel a célnak, mivel a kollektív tudattalant hordozza, ezért közel áll a gyerekhez. Felnőtteknél is alkalmazható a meseterápia módszere, hiszen minden olyan téma szerepel bennük, amivel az életünk során találkozunk. A mesék megmutatják az utat a konfliktushelyzetek megoldásához, és erőt adnak ahhoz, hogy tudjuk, van kiút, és segítenek feltárni belső kincseinket.

## Kapcsolódó szakmai oldalak
- Mesedoktorok, mesével nem csak gyerekeknek, nem csak betegeknek
- Munkában a mesedoktorok – meseterápia kórházi gyógyítás támogatása